# 이래준
이래준(李來俊, 1997년 3월 19일 ~ )은 대한민국의 축구 선수이며, 주 포지션은 수비형 미드필더이다.

## 선수 경력
이래준은 동래고등학교를 졸업한 뒤 대학 축구를 거치지 않고 바로 프로로 직행하였다. 2015년 12월 23일 K리그 클래식 포항 스틸러스에 신인 자유계약으로 입단하였다. 2016 시즌에는 한 경기도 출장하지 못했다. 2017 시즌에는 4경기를 출장하였으며, 양동현의 백업으로 스트라이커로 활용되었다.
2018시즌 종료 이후 포항 스틸러스를 떠났으며, 이후 무적 상태로 있다가 2019년 5월, J2리그의 도치기 SC에 입단했다. 도치기에서 이래준은 4경기에 출전했다.
2020시즌을 앞두고 K리그2의 안산 그리너스 FC로 이적했다. 2020년 5월 10일 열린 FC 안양과의 경기에서 프로 데뷔골을 기록했다.
2020시즌 여름 이적시장에서 K리그1의 부산 아이파크로 이적했다. 2021시즌을 마치고 계약만료로 팀을 떠났다.